# Rendsburger Schifffahrtsarchiv

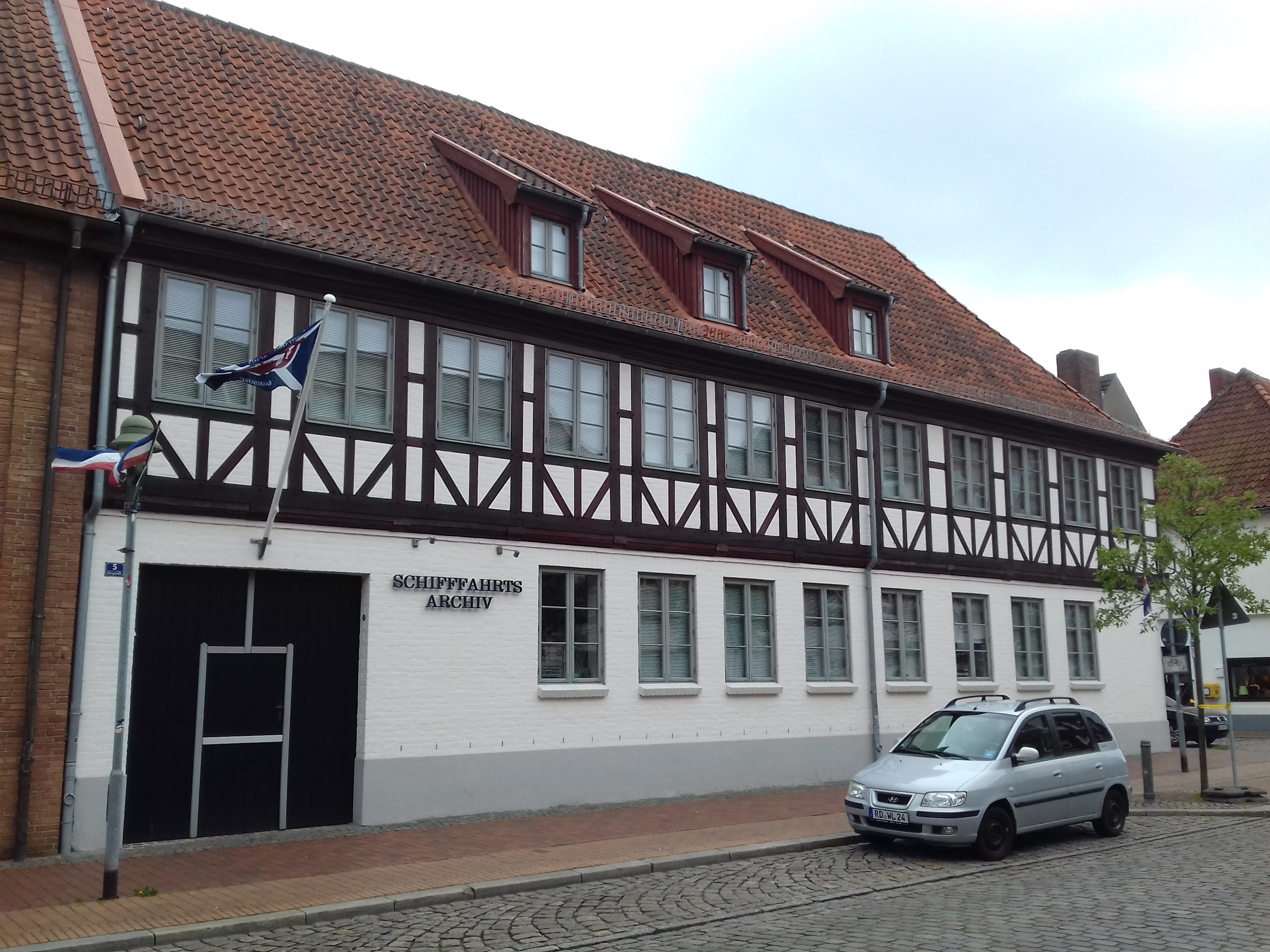
Gebäude des Rendsburger Schifffahrtsarchives in der Königstraße 5

Das Rendsburger Schifffahrtsarchiv ist ein Museum, in dem die Schifffahrt mit Schwerpunkten Werften und Reeder aus Schleswig-Holstein auf 550 Quadratmeter seit den 1940er-Jahren gezeigt wird.

## Schifffahrtsarchiv und  Schifffahrtsmuseum
Bei dem Museumsbau in der Königstraße 5 in Rendsburg handelt es sich um ein 1697 erbautes Fachwerkhaus, das als Baudenkmal für die Aufgaben des Museums saniert und restauriert wurde. In dem Gebäude werden seit 2007 auf drei Etagen Bücher, Schiffslisten, Bilder, Schiffsmodelle und verschiedene Objekte aus dem Schiffs- und Werftalltag ausstellt.
Das Archiv ist eine Stiftung des Rendsburger Reeders Jens-Peter Schlüter.

## Ausstellung

### Erdgeschoss
Im Erdgeschoss befindet sich der Eingangsbereich mit Kasse und der Verkaufsbereich. Im Ausstellungsbereich werden verschiedene Details aus dem Ruderhaus gezeigt mit Steuerstand und einigen nautischen Objekten. Dokumente, Fotos und Gemälde zeigen die Anfänge der Rendsburger Reedereien. Anhand von vielen Schiffsmodellen und anderen Exponaten werden die zeitlichen Entwicklungen der Schiffe dokumentiert. Es beginnt mit Kümos und als größtes Schiff wird das Modell eines Massengutschiffes gezeigt.

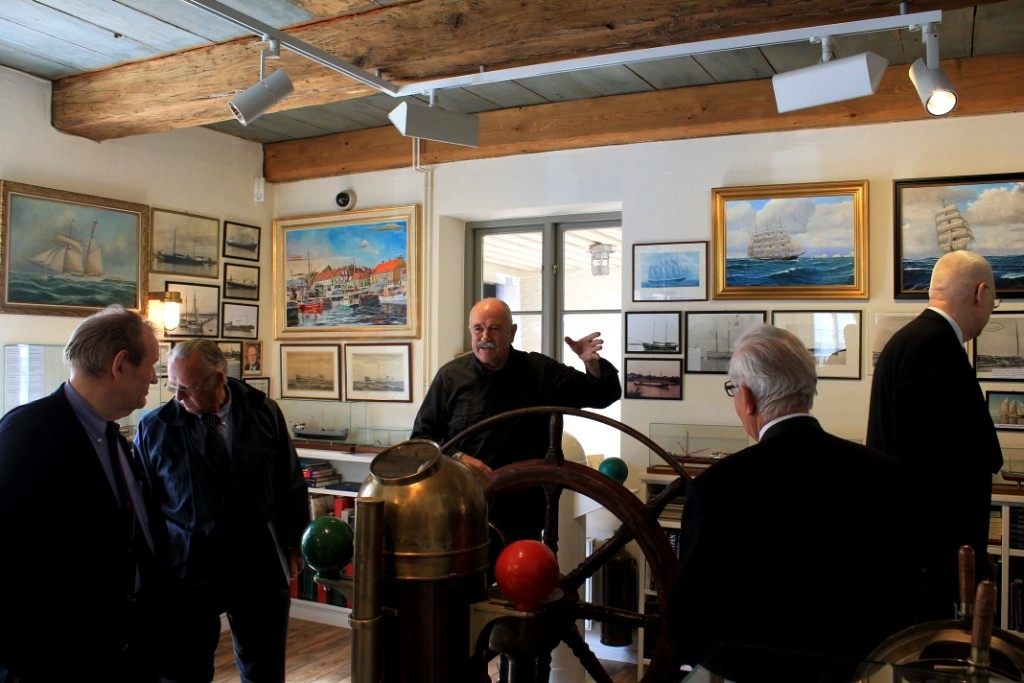
Erdgeschoss
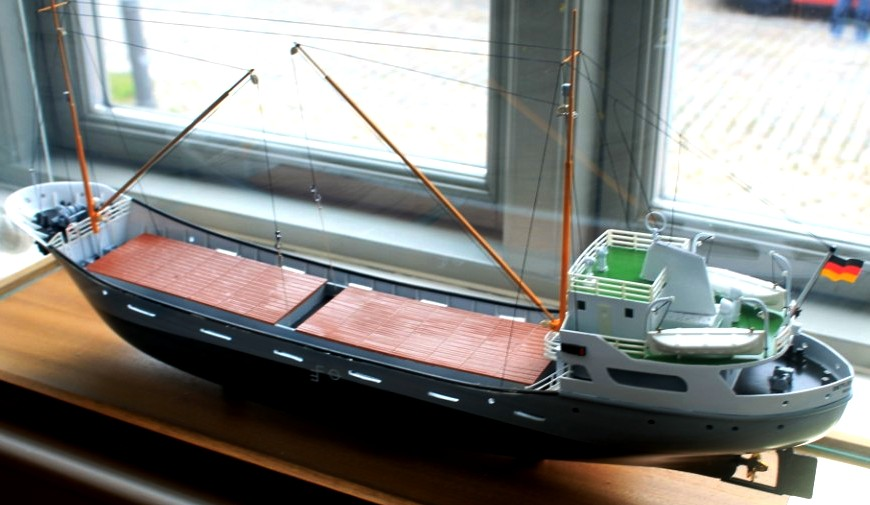
Kümo Detlef Schmid
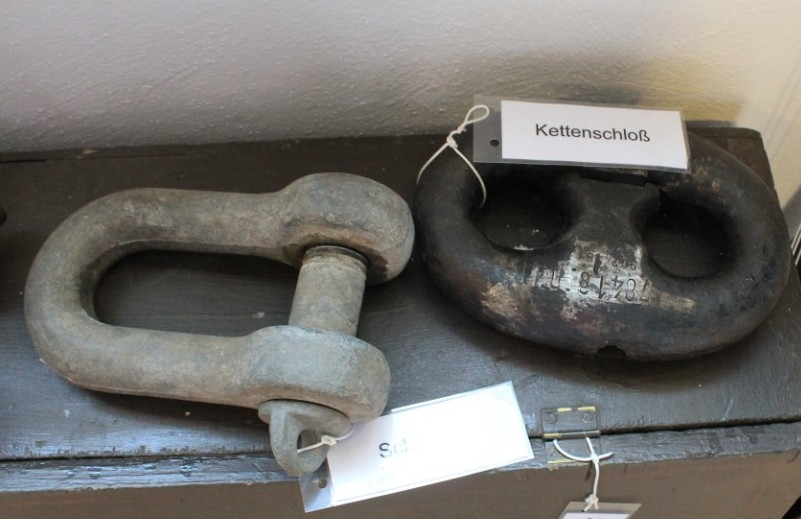
Kettenschloss und Schäkel
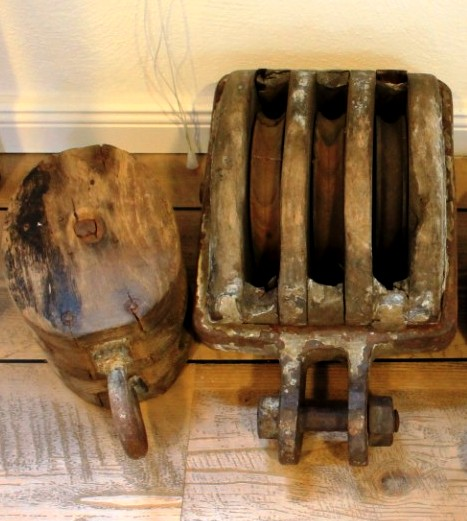
Blöcke

### Erstes Obergeschoss
Das erste Obergeschoss ist zu einem großen Teil der Entwicklung der früheren Rendsburger Reederei Karl Schlüter gewidmet. Patente von Nautikern und andere schiffstechnische Dokumente sind hinter Glas ausgestellt. Die technischen Zeichnungen und Modelle der Schiffe lassen viele interessante, technische Details erkennen. Hier fallen neben den typischen Frachtern besonders die Modelle der modernen Containerschiffe ins Auge.

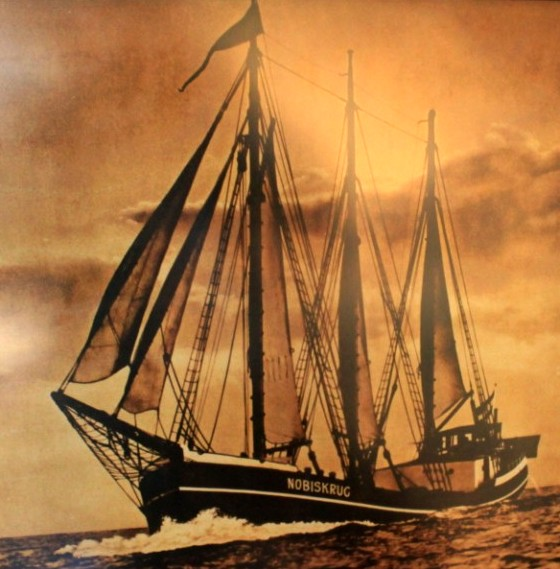
Rendsburg der Werft Nobiskrug
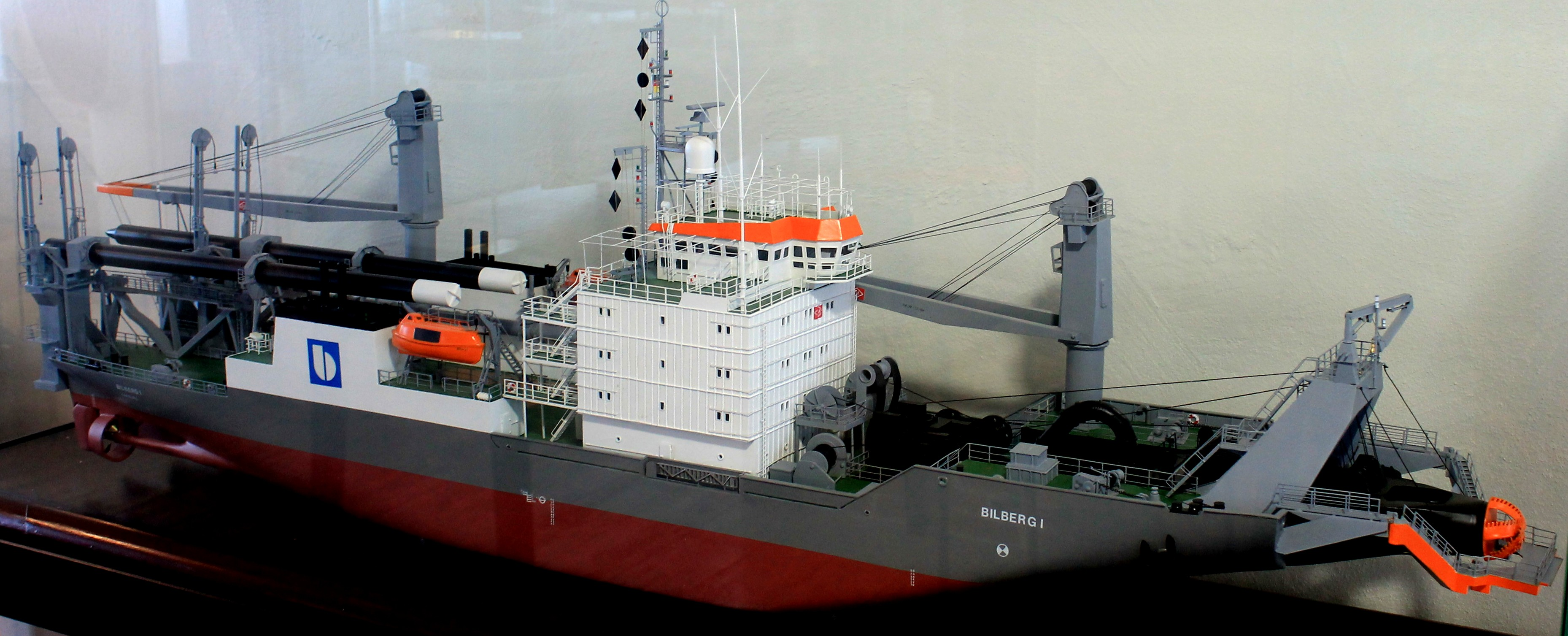
Saugbagger Bilberg I
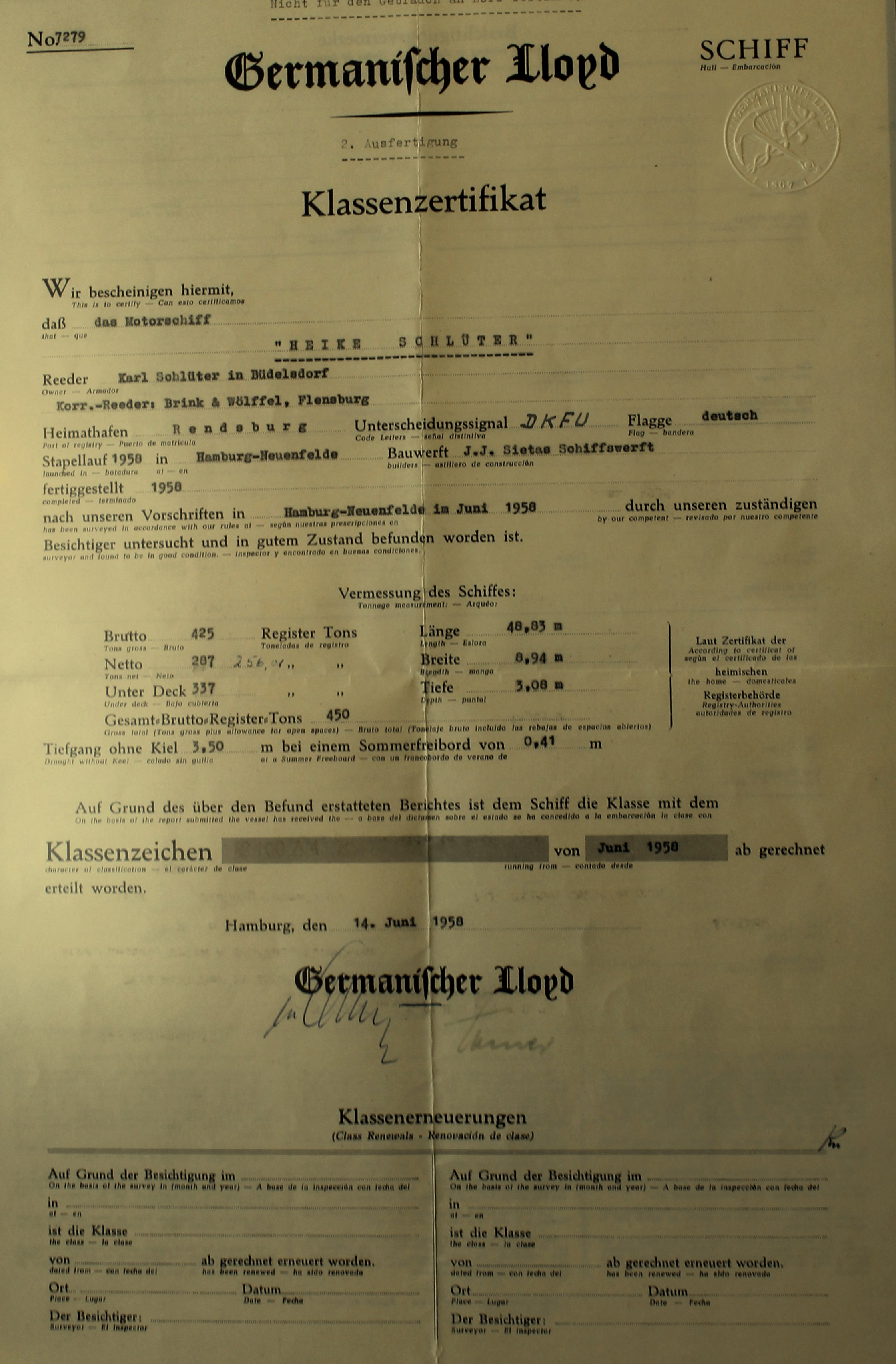
Klassenzertifikat Heike Schlüter
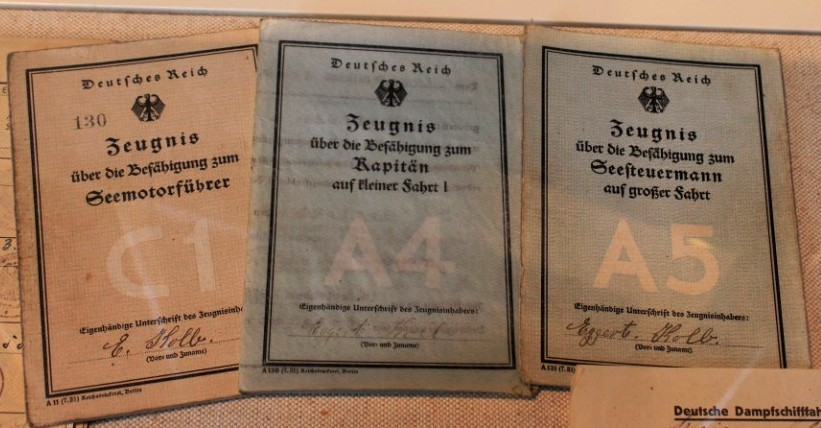
Schifferpatente

### Zweites Obergeschoss
Im Treppenhaus zum zweiten Obergeschoss sind viele, teils großformatige Fotos aufgehängt, die Schiffe und Jachten zeigen. Im zweiten Obergeschoss werden die Entstehung der Schiffe anhand von Dokumenten, Gemälden, Modellen, anderen Exponaten und einer Online-Galerie gezeigt. Hier befinden sich mehrere Modelle von Marineschiffen, u. a. auch der berühmten Emden aus dem Ersten Weltkrieg. Die alte Drehbrücke über den Nord-Ostsee-Kanal ist als Modell nachgebildet. Einige ältere Fotos und Exponate stammen aus Nübbel, wo sich im 19. Jahrhundert mehr als fünf Werften befanden.

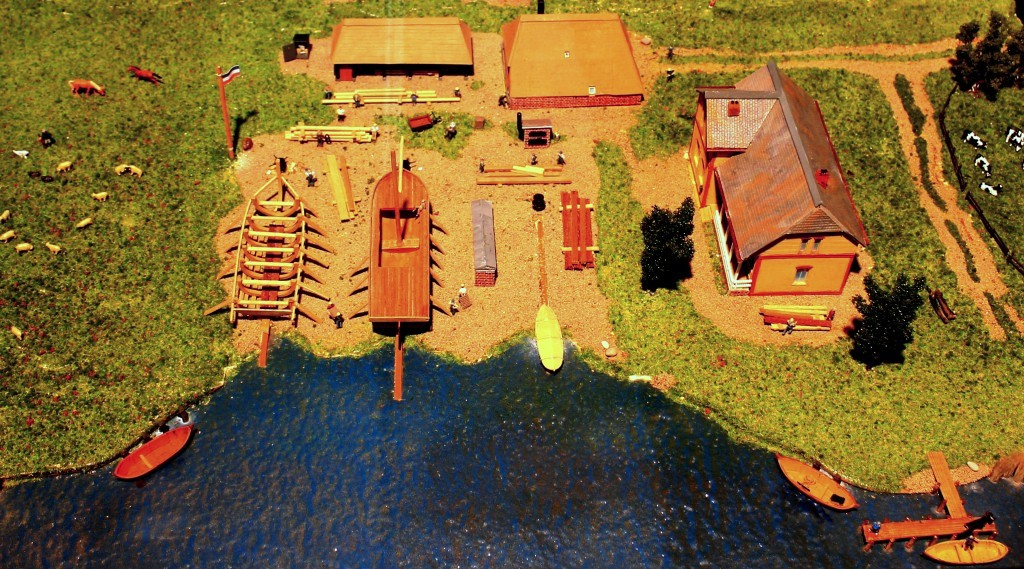
Werft Ohm Nübbel 1905
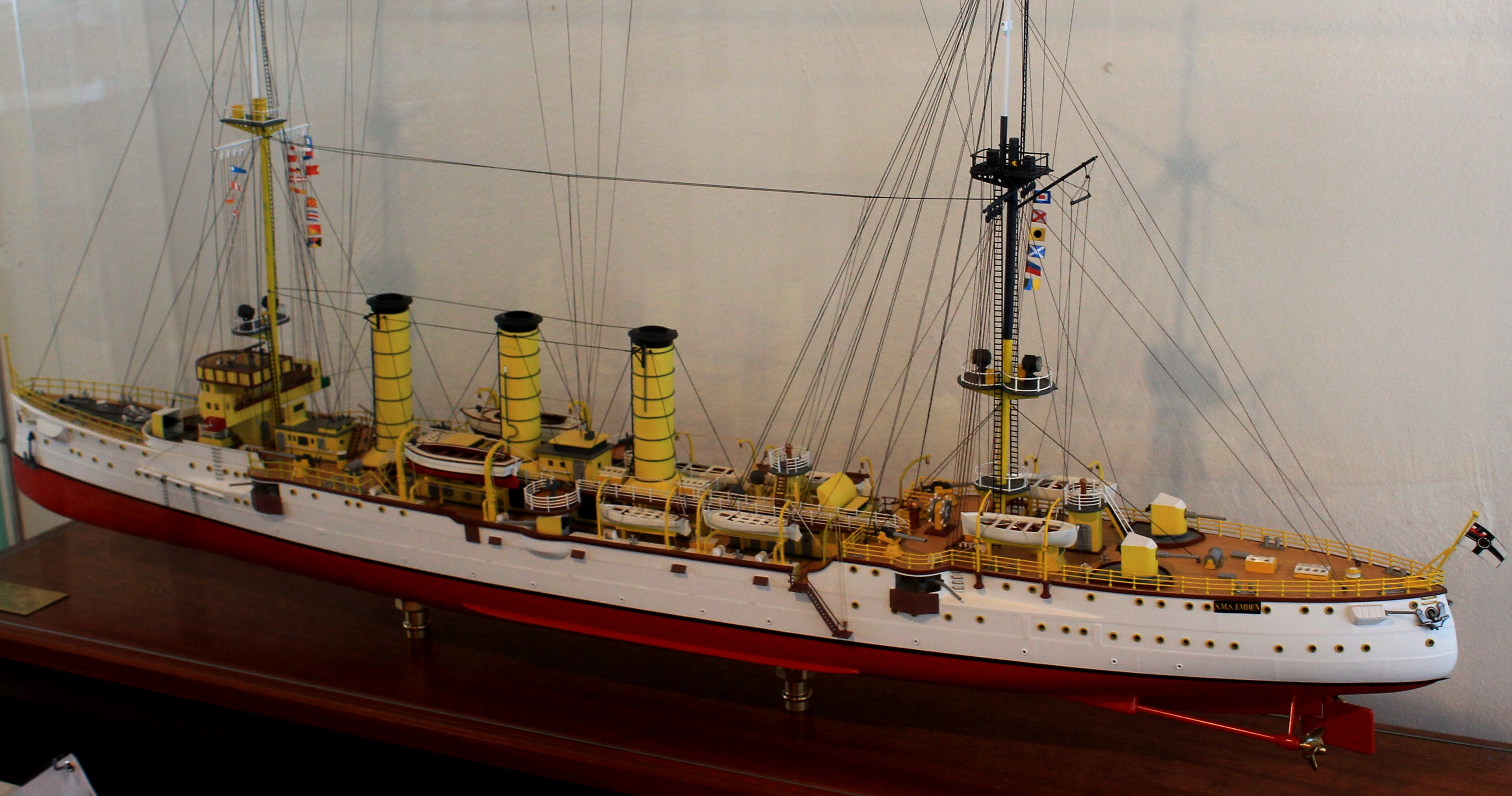
Modell der SMS Emden
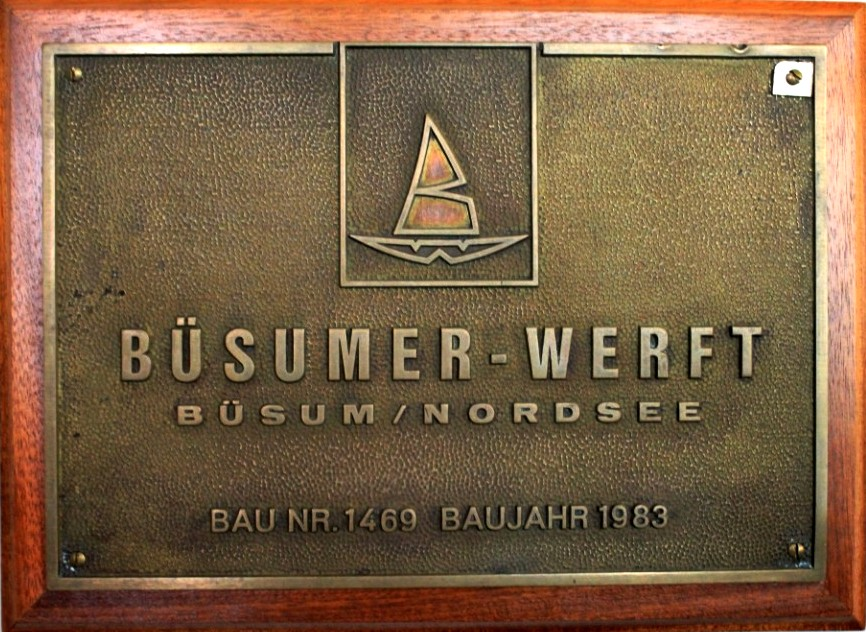
Büsumer Werft
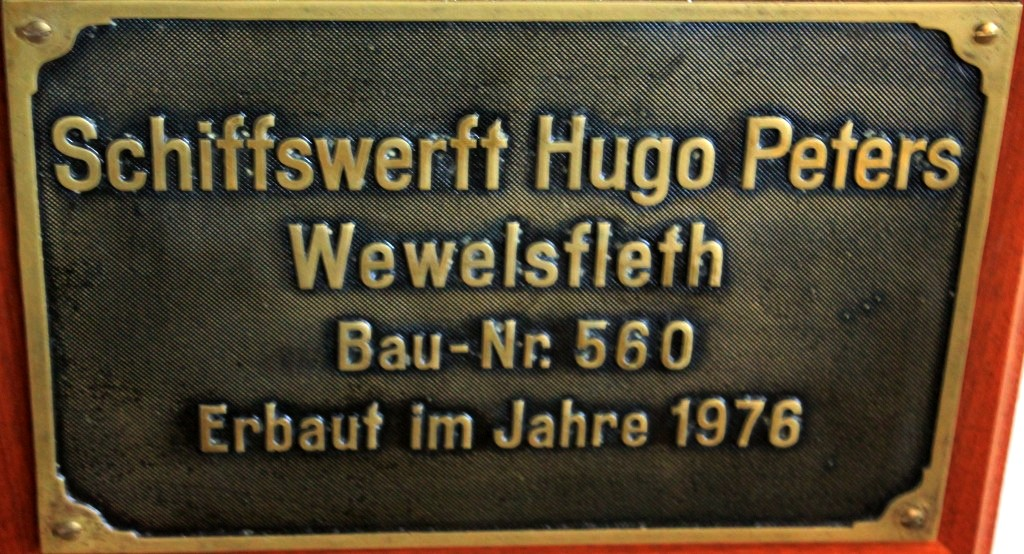
Schiffswerft Hugo Peters, Bau-Nr. 560